# 신흥무인세력
신흥무인세력(新興武人勢力)은 고려 말 공민왕 때부터 나타난 세력이다. 이 세력은 신진사대부 (정도전, 정몽주 등)와 손잡고 1388년에 위화도 회군을 일으켜 권문세족을 몰아내고 우왕과 창왕을 폐위했다. 그리고 공양왕을 왕위에 올리고 정권을 장악했다. 그 후에 공양왕을 몰아내고 조선을 건국했다. 이 세력의 대표 인물로는 이성계, 심덕부, 이방원 등이 있다.
공민왕부터 우왕까지의 신흥무인세력의 대표 인물은 최영(무장서열 1위), 조민수(무장서열 2위), 이성계(무장서열 3위), 심덕부(무장서열 4위) 등이었지만, 위화도 회군 이후 최영이 제거되고, 창왕 때 조민수가 제거되어 공양왕 때에는 이성계, 심덕부, 이지란, 이방원이 신흥무인세력의 대표 인물이 되었다. 공양왕 때에는 이성계가 무장서열 1위, 심덕부가 무장서열 2위였다.
특히, 이성계, 심덕부, 이지란이 위화도 회군 직전에 서로 의형제를 맺고 회군을 결의한 기록화도 새로 발견되었다.

## 같이 보기
- 신진사대부